# Vedran Ćorluka
Vedran Ćorluka (* 5. Februar 1986 in Derventa, SFR Jugoslawien) ist ein ehemaliger kroatischer Fußballspieler und heutiger -trainer. Zuletzt stand er bei Lokomotive Moskau unter Vertrag und ist seit November 2021 Co-Trainer der kroatischen Nationalmannschaft.

## Karriere

### Verein
Mit acht Jahren trat er in die Jugendabteilung des kroatischen Klub Dinamo Zagreb ein. Im Jahr 2003 absolvierte er seine erste Profisaison. Zwischenzeitlich lieh ihn der Ligakonkurrent Inter Zaprešić für ein Jahr aus. Zurück bei Dinamo wurde er dann zum Stammspieler und wurde mit seiner Mannschaft zweimal nacheinander kroatischer Meister und einmal Pokalsieger.
Im Jahre 2007 wurde er vom Premier-League-Club Manchester City in England unter Vertrag genommen. Hier machte er in seiner ersten Saison 35 Spiele. Kurz vor Ende der ersten Wechsel-Periode am 31. August 2008 wurde er für umgerechnet 13,8 Millionen Euro an Tottenham Hotspur verkauft. Während der ersten beiden Spielzeiten war Ćorluka Stammspieler bei Tottenham, kam im Jahr 2011 jedoch nur zu 17 Einsätzen.
Am 31. Januar 2012 wurde Ćorluka für 500.000 Euro bis zum Saisonende an Bayer 04 Leverkusen ausgeliehen, wo er unter Trainer Robin Dutt am 4. Februar 2012 im Spiel gegen den VfB Stuttgart debütierte. Aufgrund einer Verletzung kam er nur zu sieben Einsätzen. Nach dem Ende der Saison verließ Ćorluka die Bundesliga, da Leverkusen aufgrund der hohen Ablöseforderung Tottenhams auf eine Weiterverpflichtung verzichtete.
Am 27. Juni 2012 verpflichtete ihn der Premjer-Liga-Club Lokomotive Moskau unter Trainer Slaven Bilić, der von 2006 bis 2012 sein Trainer in der kroatischen Nationalmannschaft war. Ćorluka unterschrieb in der russischen Hauptstadt einen Dreijahresvertrag bis zum 30. Juni 2015. Er blieb bis 2021 bei Lokomotive Moskau.

### Nationalmannschaft
Nachdem er mehrere U-Nationalmannschaften durchlief, gab Ćorluka 2006 im Alter von 20 Jahren sein Debüt für die A-Nationalmannschaft in einem Freundschaftsspiel gegen Italien (2:0).
Während der Qualifikation zur Europameisterschaft 2008 wurde er zu einem der wichtigsten Spieler im Team der Kroaten und hatte großen Anteil am ersten Platz in der Qualifikation vor Russland und England.
Bei der EM 2008 kam Ćorluka in allen 3 Gruppenspielen gegen Österreich (1:0), Deutschland (2:1) und Polen (1:0) sowie Im Viertelfinale gegen die Türkei (2:4 nach Elfmeterschießen) zum Einsatz. 2010 bezeichnete der türkische Nationalspieler Arda Turan ihn als den härtesten Gegenspieler, gegen den er jemals gespielt hat.
Ćorluka nahm auch an der Europameisterschaft 2012 teil und kam in allen 3 Gruppenspielen gegen Irland (3:1), Italien (1:1) und Spanien (0:1) zum Einsatz.
Bei der Fußball-Europameisterschaft 2016 in Frankreich wurde er in das kroatische Aufgebot aufgenommen und gehörte in allen vier Turnierpartien zur Stammelf. Im Achtelfinale verlor das Team gegen Portugal nach Verlängerung und schied aus.
Nach dem Gewinn der Vizeweltmeisterschaft mit dem Nationalteam 2018 in Russland trat Ćorluka nach 103 Einsätzen für die A-Auswahl im August 2018 zurück.

## Erfolge
Dinamo Zagreb
- Kroatischer Meister: 2006, 2007
- Kroatischer Fußballpokal: 2007
- Kroatischer Supercup: 2006

Tottenham Hotspur
- Vodacom Challenge: 2011

Lokomotive Moskau
- Russischer Meister: 2018

Nationalmannschaft
- Vizeweltmeister: 2018

## Trivia
Ćorluka ist seit dem 21. Juli 2018 mit der kroatischen Sängerin Franka Batelić verheiratet.